# Türje
Türje est un village et une commune du comitat de Zala en Hongrie.

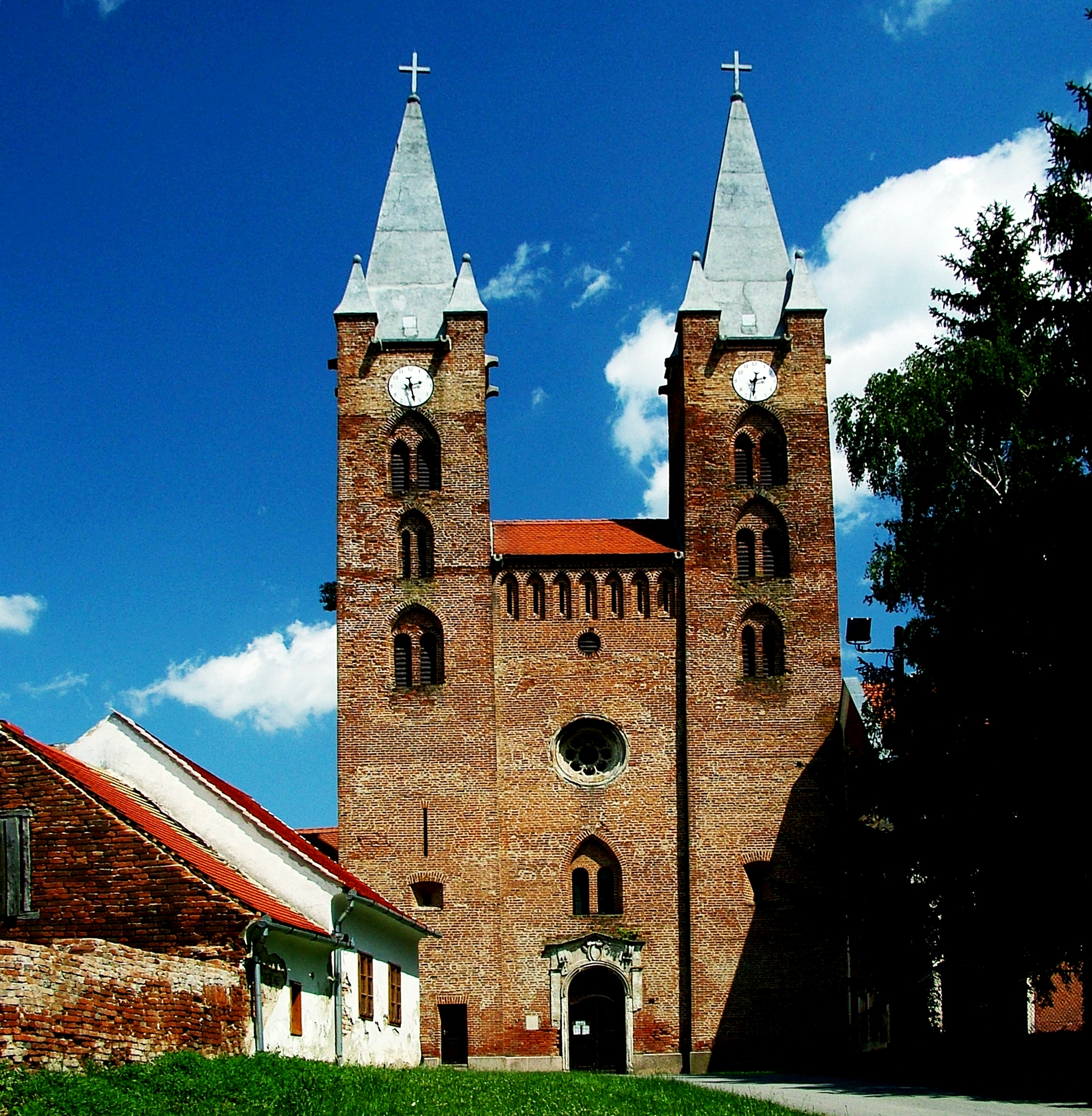
L'abbatiale des prémontrés de Türje, architecture romane et gothique de brique